# تاجیکستان در ۲۰۲۱
تاجیکستان در ۲۰۲۱ گاه‌شماری از مهم‌ترین رویدادها در سال ۲۰۲۱ در کشور تاجیکستان است.
تاجیکستان کشوری محصور در خشکی واقع در آسیای میانه با مساحت ۱۴۳٬۱۰۰ کیلومتر مربع (۵۵٬۳۰۰ مایل مربع) و جمعیت تخمینی ۹٬۵۳۷٬۶۴۵ نفر است. از جنوب با افغانستان ، از غرب با ازبکستان، از شمال با قرقیزستان و از شرق با چین همسایه است. سرزمین سنتی مردم تاجیکستان شامل تاجیکستان امروزی و همچنین مناطقی از افغانستان و ازبکستان است.

## رویدادها

### آوریل
- ۲۸ آوریل - درگیری قرقیزستان-تاجیکستان ۲۰۲۱[۱]

### در جریان
- دنیاگیری کووید-۱۹ در تاجیکستان

## حاکمان
| عکس | پست                 | نام           |
| --- | ------------------- | ------------- |
|     | رئیس‌جمهور تاجیکستان | امام‌علی رحمان |
|     | سروزیر تاجیکستان    | قاهر رسول‌زاده |

### بیشتر خواندن
- Janssen, Sarah (17 December 2019). The World Almanac and Book of Facts. ISBN 9781600572289.
- Riches, Christopher; Stalker, Peter (2016-10-06). A Guide to Countries of the World. Oxford University Press. ISBN 978-0-19-106079-3.